# Teardrop
Teardrop är en sjö i Antarktis. Den ligger i Östantarktis. Nya Zeeland gör anspråk på området. Teardrop ligger 366 meter över havet.